# ساری‌زمین
ساری‌زمین (مزرعهٔ زرد) یکی از محله‌های شهر تبریز است که در جنوب‌شرق آن و در شرق محلهٔ مارالان واقع شده‌است. این محله بالای انبار متروک قورخانه و پایین کوه قازان گسترده شده و تپه‌های زردرنگی که پیش‌تر محل کاشت گندم و جو بوده، علت نام‌گذاری آن به این نام شده‌است.
امروزه محلهٔ ساری‌زمین گسترش چشم‌گیری پیدا کرده و زمین‌های خالی آن به تدریج توسط تعاونی مسکن دانشگاه تبریز خریداری شده و به کوی دانشگاه تبدیل می‌شود. این محله انتهای زعفرانیه را به انتهای مارالان متصل کرده و سازمان صدا و سیمای مرکز آذربایجان شرقی، تأسیسات مایکروویو خود را در این منطقه احداث کرده‌است.